# Maison de Babenberg
 (mars 2023).
Si vous disposez d'ouvrages ou d'articles de référence ou si vous connaissez des sites web de qualité traitant du thème abordé ici, merci de compléter l'article en donnant les références utiles à sa vérifiabilité et en les liant à la section « Notes et références ».
La maison de Babenberg (en allemand Haus Babenberg) est une maison noble d'origine franconienne qui a gouverné le margraviat d'Autriche (Ostarrichi), puis le duché d'Autriche de 976 jusqu'à l'extinction de la lignée masculine en 1246. 

## Origine

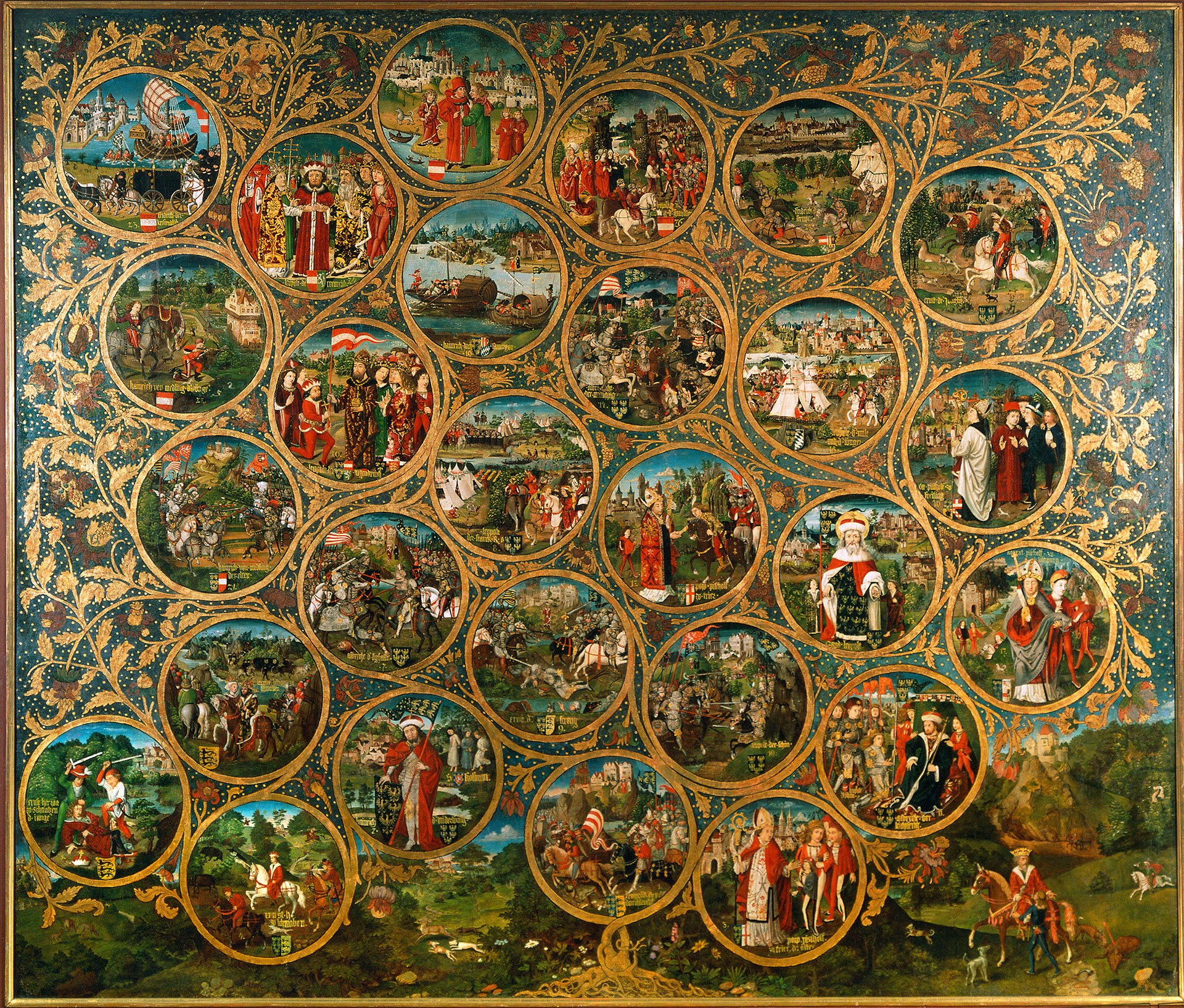
La partie centrale de larbre généalogique des Babenberg, panneau à l'abbaye de Klosterneuburg (1489-1492).

La dynastie commence avec la nomination du comte Léopold Ier (Liutpold) comme margrave d'Autriche par l'empereur Otton II en 976. La famille de Babenberg, très ancienne, tirait son nom du château de Bamberg (Babenburg) dans le duché de Franconie. Selon la conception traditionnelle, elle serait issue de la famille des Popponides, les descendants du comte franc Cancor, fils de Robert Ier de Hesbaye, de son côté issu de la famille des Robertiens, les ancêtres des Capétiens.
Toutefois, une parenté directe du margrave Léopold Ier avec les Popponides n'est pas démontrée. Sous le règne du roi Louis IV au début du Xe siècle, plusieurs membres de la dynastie en Franconie, fils du marquis Henri qui mourut au siège de Paris en 886, se sont livrés à des combats sanglants avec la famille rivale des Conradiens. Dans ce cadre, ils ont perdu leurs possessions et, peu de temps après, leurs vies. Parmi leur descendance se trouvait possiblement le comte Berchtold de Schweinfurt (mort en 980), le frère ou l'oncle du margrave Léopold. Il est néanmoins probable que Berchtold et Léopold sont tous deux fils du duc Arnulf Ier de Bavière (mort en 937).

## Princes de la maison de Babenberg

### Margraves d'Autriche

Le margraviat d'Autriche (en rouge) à l'est du duché de Bavière (en blanc) vers l'an 1000.

Après sa victoire sur les Magyars à la bataille de Lechfeld en 955, le roi Otton Ier, décidé à arrêter le cycle des invasions, constitue autour de la Francie orientale (« Germanie ») un glacis de chrétienté latine face à Byzance et au monde slave. Les territoires bavarois à l'est du confluent du Danube et de l'Enns (marcha orientalis) ont été également réorganisés ; un nouveau margrave autrichien Bouchard est mentionné vers 972. Peu après, il participe possiblement au soulèvement du duc Henri II de Bavière contre son cousin l'empereur Otton II, à la suite de quoi ils perdirent tous les deux leurs titres. En 976, Otton II a séparé le nouveau duché de Carinthie au sud-est de la Bavière et plaça le margraviat d'Autriche sous l'administration du comte bavarois Léopold de Babenberg.
- 976 – 994 : Léopold Ier « l'Illustre », margrave, probablement fils cadet du duc Arnulf Ier de Bavière ;
- 994 – 1018 : Henri Ier, margrave, fils du précédent ;
- 1018 – 1055 : Albert ou Adalbert Ier « le Victorieux », margrave, frère du précédent ;
- 1055 – 1075 : Ernest Ier « le Brave », margrave, fils du précédent ;
- 1075 – 1095 : Léopold II dit « le Beau », margrave, fils du précédent ;
- 1095 – 1136 : Léopold III « le Pieux », margrave, fils du précédent, canonisé en 1485 ;
- 1136 – 1137 : Albert II « le Dévôt », margrave, fils du précédent ;
- 1137 – 1141 : Léopold IV « le Généreux », margrave d'Autriche et duc de Bavière (à partir de 1139), demi-frère du précédent.

Pendant longtemps, les margraves furent vraiment fidèles à la maison impériale des Ottoniens, de même qu'à leurs successeurs de la dynastie franconienne. Toutefois, quand la querelle des Investitures éclate sous le règne de Henri IV, en 1076, Léopold II d'Autriche, après quelques hésitations, s'engagea aux côtés de l'évêque Altmann de Passau et du pape Grégoire VII. Son fils, le margrave Léopold III, se rapprocha à nouveau du jeune roi Henri V et épousa en 1106 sa sœur Agnès. Après l'extinction de la dynastie franconienne en 1125, la couronne royale lui fut offerte, mais il la rejeta.

### Ducs d'Autriche

Les duchés d'Autriche (en rouge) et de Styrie (strié) vers l'an 1250.

Alors que pendant la querelle des Investitures, les Babenberg prirent le plus souvent le parti de la papauté et favorisèrent la réforme grégorienne, ce conflit, dans la première moitié du XIIe siècle, fut supplanté par la rivalité entre les dynasties des Welf et des Hohenstaufen (guelfes et gibelins). En 1138, le roi Conrad III de Hohenstaufen destitua le duc Henri X de Bavière, et l'année suivante nomma le margrave Léopold IV d'Autriche comme successeur. En 1143, son frère Henri II reçut de nouveau la Bavière en fief. Pour favoriser la réconciliation entre le nouveau roi Frédéric Barberousse et Henri le Lion, fils de Henri X, Henri II de Babenberg renonca au duché de Bavière en 1156. En échange, son margraviat fut érigé en duché par l'acte impérial du Privilegium Minus. 
Les successeurs de Henri II résidant à Vienne amorcèrent une politique de regroupement des principautés alpines en inféodant la Styrie à la mort du duc Ottokar IV en 1192. Le duc Léopold V est bien connu pour l'emprisonnement du roi anglais Richard Cœur de Lion à Dürnstein en 1192 :
- 1141 – 1177 : Henri II « Jasomirgott », margrave et duc de Bavière, puis nommé duc d'Autriche en 1156, frère du précédent ;
- 1177 – 1194 : Léopold V, duc d'Autriche, fils du précédent ;
- 1194 – 1198 : Frédéric Ier, duc, fils du précédent ;
- 1198 – 1230 : Léopold VI « le Glorieux », duc, frère du précédent ;
- 1230 – 1246 : Frédéric II « le Querelleur », duc, fils du précédent, sans descendance mâle.

Frédéric II d'Autriche est mort le 15 juin 1246 au combat contre les troupes du roi Béla IV de Hongrie. Sa nièce Gertrude de Babenberg épousera le margrave Vladislav III de Moravie, fils du roi Venceslas Ier de Bohême. Après la mort de Vladislav le 3 janvier 1247, elle épousa en secondes noces le margrave Hermann VI de Bade-Bade qui meurt trois ans plus tard. Le fils issu du deuxième mariage, Frédéric de Bade-Bade réclama le titre de duc d'Autriche et de Styrie. Toutefois, les nobles autrichiens se tournèrent vers le prince Ottokar II de Bohême, fils du roi Venceslas Ier.
En 1251, les forces d'Ottokar II ont envahi l'Autriche. L'année suivante, il épousa Marguerite de Babenberg, la sœur de Frédéric II, une femme âgée de presque cinquante ans. Le règne d'Ottokar a perduré jusqu'en 1276, date à laquelle le roi Rodolphe Ier de Habsbourg a confisqué les fiefs. Après la mort d'Ottokar à la bataille de Marchfeld deux ans plus tard, l'Autriche continue de faire partie des territoires héréditaires des Habsbourg jusqu'en 1918.

### Ducs de Souabe
Après l'extinction de la dynastie des Conradiens en Souabe à la mort du duc Hermann III de Souabe le 1er avril 1012, le roi Henri II accorda le fief à Ernest de Babenberg, fils cadet du margrave Léopold Ier d'Autriche. Deux ans plus tard, Ernest était le conjoint de Gisèle de Souabe, la sœur de son prédécesseur ; elle enfanta deux fils qui lui succédaient. 
- 1012-1015 : Ernest Ier, fils cadet de Léopold Ier
- 1015-1030 : Ernest II, fils du précédent
- 1030-1038 : Hermann IV, frère du précédent.

Après le décès prématuré de Hermann IV, le duché a été encaissé par le roi Henri III.

### Prélats
- 1016-1047 : Poppon, fils de Léopold Ier, archevêque de Trèves
- 1051-1059 : Léopold, fils de Léopold Ier, archevêque de Mayence
- 1138-1158 : Othon, fils de Léopold III, évêque de Freising
- 1148-1164 : Conrad, fils de Léopold III, évêque de Passau
- 1164-1168 : Conrad, fils de Léopold III, archevêque de Salzbourg

## Arbre généalogique
- Léopold Ier (vers 940-994), margrave d'Autriche
  - Henri Ier (mort en 1018), margrave d'Autriche
  - Judith
  - Ernest Ier (mort en 1015), duc de Souabe
    - Ernest II (vers 1014-1030), duc de Souabe
    - Hermann IV (vers 1015-1038), duc de Souabe

  - Poppon (986-1047), archevêque de Trèves
  - Adalbert (vers 985-1055), margrave d'Autriche
    - Léopold (mort en 1043)
    - Ernest (1027-1075), margrave d'Autriche
      - Léopold II (1050-1075), margrave d'Autriche
        - Élisabeth (morte en 1122) ép. Ottokar II de Styrie
        - Judith
        - Gerberge (morte en 1142) ép. Bořivoj II de Bohême
        - Léopold III (1073-1136), margrave d'Autriche
          - Adalbert (vers 1098-1138)
          - Henri II (1107-1177), margrave puis duc d'Autriche
            - Richardis (morte avant 1196), ép. Henri de Stefling
            - Agnès (1151-1182), ép. Étienne III de Hongrie puis Herman de Carinthie
            - Léopold V (1157-1194), duc d'Autriche
              - Frédéric Ier (vers 1174-1198), duc d'Autriche
              - Léopold VI (1176-1230), duc d'Autriche
                - Marguerite (1204/1205-1266), ép. Henri II de Souabe puis Ottokar II de Bohême
                - Agnès (1206-1226), ép. Albert Ier de Saxe
                - Léopold (1207-1216)
                - Henri (1208-1228)
                - Gertrude (1210-1241) ép. Henri de Thuringe
                - Frédéric II (vers 1211-1246), duc d'Autriche
                - Constance (1212-1243), ép. Henri III de Misnie

            - Henri Ier (vers 1158-1223), duc de Mödling
              - Henri II (1182-1236), duc de Mödling

          - Léopold IV (1108-1141), margrave d'Autriche
          - Berthe (morte vers 1150) ép. Henri III de Ratisbonne
          - Agnès (morte avant 1157) ép. Ladislas II le Banni
          - Ernest (mort avant 1137)
          - Othon (vers 1112-1158), évêque de Freising
          - Conrad (mort en 1168), archevêque de Salzbourg
          - Élisabeth (morte en 1143), ép. Hermann II de Winzenburg
          - Judith, ép. Guillaume V de Montferrat
          - Gertrude (morte en 1171), ép. Vladislav II de Bohême

        - Ida (morte en 1115)
        - Sophie (morte en 1154), ép. Henri III de Carinthie puis Sieghard de Burghausen-Schala
        - Euphémie ép. Conrad de Peilstein

      - Justicia (morte vers 1120-1122)
      - Adalbert, comte de Pernegg

  - Cunégonde
  - Emma
  - Christine, nonne à Trèves
  - Léopold (mort en 1059), archevêque de Mayence